# Франсуа де Крекі
Франсуа де Крекі, маркіз де Марен (фр. François de Créquy; 1625 — 3 лютого 1687) — один из маршалів (з 8 липня 1668 року)Людовіка XIV. Пам'ятником його військовим перемогам залишився палацово-парковий ансамбль Шан-де-Батай в Нормандії.
Представник славного своїми військовими традиціями сімейства Крекі, правнук конетабля де Ледіг'єр, внучатий племінник конетабля де Люїнь. Його дід Шарль де Креки-Бланшфор, також маршал, прославився в італійських кампаніях. Молодому Крекі з юних років пророкували блискуче майбутнє, особливо після того, як він довів свою відданість короні в хитросплетіннях другої Фронди.
У 1667 році відзначився в рейнській кампанії і в наступному році при облозі Лілля командував армією. В 1670 окупував Лотарингію, однак через сперечання за старшинство з Тюренном змушений був залишити армію. У серпні 1675 року був жорстоко розбитий маркізом дель Каретто у Концського моста і в вересні здав ворогові Трір, однак на наступний рік взяв реванш за ці поразки, опанувавши Буйоном і Фрібуром, а також здобувши в 1677 році перемогу при Кокерсберзі.
Перемоги Крекі над Францем Вільгельмом Бранденбурзьким привели Голландську війну до переможного для французів завершення. Щедро нагороджений королем, Крекі зайнявся прикрасою своїх садиб в Марині і Шан-де-Батай, а сина свого одружив на внучці військового міністра Летельє. У 1684 році повернувся в лад, щоб за сприяння Вобана заволодіти Люксембурзькою фортецею, куди з цієї нагоди прибув сам король з мадам де Ментенон.
Маршал де Креки помер в своєму столичному особняку і був похований в монастирі якобінців. Його пишну гробницю за ескізами Лебрена виліпив Антуан Куазевокс. На початку війни за іспанську спадщину обидва сини маршала загинули на полях Італії, що поклало кінець найбільш прославленої військовими подвигами гілки роду Креки.